# Паркет
Парке́т — вид деревянного покрытия. В зависимости от типа исполнения паркетных плашек различают: штучный паркет, щитовой и наборный.

## История паркета
Зарождением паркета мир обязан готической Европе, где в тот период (в конце XIII — начале XIV столетий) в домах вельможной знати полы стали выстилаться оригинально подобранными дощечками из различных пород деревьев, которые формировали напольные покрытия в форме рисунков и орнаментов. Полы в жилых помещениях покрывались более скромно — досками, которые были сработаны грубо и однотипно, могли быть покрыты лаком или краской. Тогда-то и возникла мысль о расчленении обычной массивной половой доски на отдельные дощечки строгой геометрической формы. Так возник штучный паркет. В Средневековье паркет становится уже обязательной частью интерьера замков, дворцовых зал и жилья великосветской знати.

### Паркет в России

#### XVI век
Первыми паркетными полами в России были полы из художественного паркета, щитового паркета, штучного паркета («дубовые кирпичи») и массивной паркетной доски. История паркета в России начинается приблизительно с XVI столетия — когда помимо настилаемых дощатых полов, состоящих из больших массивных досок во всю длину помещения, начали изготавливаться напольные покрытия из так называемых «дубовых кирпичей», вырезаемых из досок дуба. Подобные полы получили название «косящатых», поскольку укладывались именно знаменитым рисунком «ёлочкой». Их выкладывали на грубо сработанное основание из мягких пород древесины — преимущественно сосны.

#### XVII век
В XVII столетии в России паркет настилали на известковое основание, замазывая швы между паркетинами известью, замешанной на смоле. По краям стен выкладывали дубовые бордюры. Подобного рода паркет укладывали и немного ранее — примером могут послужить полы в Дмитровском соборе, что во Владимире, храма Василия Блаженного, Донского монастыря в Москве. Тогда была особо популярна резьба по дереву, что послужило основой для дальнейшего развития художественного паркета. Но нельзя сказать с полной точностью, что резьба по дереву была присуща только этому историческому периоду — она начала своё развитие и становление ещё в XV—XVI столетия, достигнув именно к этому времени необычайно высокого уровня искусства. Более всего пользовались популярностью «дубовые кирпичи» (клепки из дубовой древесины), которые и составляли дворцовые полы.

#### XVIII век
На Руси в те времена была широко популярна резьба по дереву, которая дала толчок для зарождения и развития художественного паркета на российских землях. Сначала он изготавливался русскими мастерами-паркетоукладчиками на щитовой основе (щитовой паркет). Самым востребованным размером являлись щиты величиной два на два аршина, что в пересчёте на современные единицы длины равно 1,42*1,42 метра. Намного реже встречался щитовой паркет, уложенный на щиты величиной 1,5 на 1,5 аршина (1,07*1,07 метра соответственно) и 5 на 3 аршина (3,55*2,13 метра в пересчёте на современные единицы измерения пространства). Художественный паркет выполняли обычно 2 способами — интарсией, которая предполагала инкрустацию, и маркетри, которая состояла в наборных работах. Изготовлялся деревянный настил и методом расколотых по всей длине бревен. Подчас они настилались прямо на глинобитные полы (особенно в южных регионах), но также крепилась к балкам и гвоздями из дерева.
Петр Великий, закрыв Оружейную палату в Москве (в 1711 году мастерские при ней занимались художественной резьбой по дереву) перевёл всех умельцев на работы в С.-Петербург — для изготовления полов в строящиеся дворцовые комплексы. Умельцы научились настилать на полы «ковры из дерева», гармонировавшие по своей композиционной наполненности с потолочной росписью. Техника укладки паркета состояла преимущественно в изготовлении и наборе щитов, выкладываемых на решётку из прочных и хорошо высушенных брусьев. Этот исторический метод и стал впоследствии популярной современной технологией производства и настилания паркета.
К завершению XVIII столетия художественный паркет стал особо ценным и высокохудожественным. Толчок к развитию паркетного ремесла вообще и художественного паркета в частности в России был дан в период возведения Санкт-Петербургских дворцов. В ту пору появились новые методы укладки, которые совершенствовались и развивались. Те времена стали периодом Золотого века художественного паркета в России. На тот срок русские паркетчики начали осваивать новые сорта древесины для паркета, перейдя с груши, самшита, ясеня, бука, дуба и чинары на привозные, экзотические виды деревьев. Из русских деревьев для паркета годилась древесина берёзы, сосны и дуба. Произведённые из них паркетные полы отличались стойкостью к износу и истиранию поверхности. Примером может послужить паркет Муранова, Архангельского и Останкина, полы в Кускове (в музее-усадьбе) и в Останкинском дворце-музее. В целом мастера-паркетоукладчики использовали в работе свыше 50 пород древесины, среди которых значились:
| - берёза, - лиственница, - орех, - клен, - вяз, - бук, - граб, - дуб, - ясень, - яблоня, - груша, - ольха, - можжевельник, | - карагач, - кизил, - якаранд, - чефраз, - жикитиб (шелковица), - цебра, - эбеновое дерево, - палисандр, - амарант, - сандаловое дерево, - лимонное дерево, - табачное дерево, - сатиновое дерево, | - оливковое дерево, - мербау (железное дерево), - фернебуковое дерево, - пальмгоут, - тис, - чинара, - кипарис, - красный магон, - туя, - самшит, - пальма, - литьтерн, - тик - разные виды бразильского сахардана. |

#### XIX—XX века
Изготовление паркета на протяжении всего XIX столетия проводилось исключительно вручную. В ту пору отличились охтинские мастера по укладке паркета. Именно их в XIX столетии приглашали на работы в дома великосветской знати того времени и в петербургские дворцы (тогда велись активные работы по отделке дворцов). К примеру, в 1823 году архитектор Карл Росси поручил настилку паркета в Михайловском дворце Степану Тарасову, выходцу из Охты и его товарищам. В дальнейшие годы XIX столетия архитектор Стасов пригласил для работ в Зимнем и Екатерининском дворцах охтинских умельцев — Степана Тарасова, Федора Андреева, Дмитрия Никитина, Сафрона Тимофеева, Ивана Изотова и других мастеров.
Паркетные промышленные предприятия начали возникать в начале XX столетия. Тогда, в первые годы, стали запускать свои цеха специализированные фабрики, которые перешли на массовый выпуск паркета из самых разнообразных пород древесины. Паркеты XIX и начала XX столетия стали примером русской классики. С того времени начались эксперименты в паркетном деле — в его производстве, в укладке (в стилях, форме, древесине, методах работы). Осуществлялся постепенный переход и на другие виды деревянных напольных покрытий.

## Виды паркета
До недавнего времени паркетом принято было называть напольные покрытия из натурального дерева, однако развитие технологий повлияло на обработку дерева и устройство полов.

### Натуральный паркет
Натуральным паркетом принято считать штучный паркет и массивную паркетную доску, а также их производные — щитовой и наборной паркет.

#### Штучный паркет
Штучный паркет, возможно, наиболее распространённый вид паркета. Он представляет собой набор планок (клёпок) с гребнями и пазами для крепления из твердых пород древесины. Планки состоят целиком из твердой ценной породы дерева. Толщина планок колеблется в пределах 15-22 мм, длина достигает 500 мм, а ширина достигает 75 мм.
Штучный паркет имеет преимущества перед многими видами паркета:
- долгий срок эксплуатации напольного покрытия;
- возможность многократного ремонта;
- возможность укладки различными рисунками, включая художественную укладку.

#### Массивная доска (массивный паркет)
Современная форма натурального деревянного паркета — массивная доска. От штучного паркета она отличается линейными размерами планок и тем, что массивная доска не позволяет осуществлять укладку множеством рисунков. Чаще всего массивная доска ещё и дороже, так как требует большего количества цельной древесной породы на своё изготовление.
Массивная доска — это напольное покрытие, полностью изготовленное из массива древесины. Конструктивно, в массивной доске можно выделить те же части, что и в штучном паркете:
- гребень — выступающая часть массивной доски, служащая для соединения с соседними досками при укладке;
- паз — выемка на боковой и торцевой кромках массивной доски, в которую входит гребень для соединения с соседними досками;
- слой износа — верхний слой массивной доски от лицевой стороны до верхней части гребня или паза, износ которого определяет срок службы паркетного покрытия (чем толще слой износа, тем большее количество шлифовок возможно произвести на паркетном покрытии);
- лицевая сторона — наружная поверхность слоя износа;

Основной характеристикой отличающей массивную доску от штучного паркета являются габариты. Согласно ГОСТ 2695-83 «Пиломатериалы лиственных пород. Технические условия» массивной доской можно считать планки от 500 мм длиной. Этот ГОСТ был утверждён в 1983 году и не все современные производители его придерживаются. Допуски на геометрию массивной доски, согласно ГОСТ 2695-83 , больше чем для штучного паркета. Для досок толщиной до 32 мм он регламентирует максимальные отклонения по толщине +/-1,0 мм; по ширине для досок шириной до 100 мм — +/- 2,0 мм, шириной свыше 100 мм — +/- 3,0 мм.
Таким образом, в большинстве случаев, массивная доска поставляется с фаской — V-образным срезом по торцам доски. Она необходима для того, чтобы скрыть возможные перепады как по высоте, так и по ширине доски. Впоследствии, когда доска, скорее всего, будет изменять свои габариты, такие изменения будут менее заметны.

### Заменители натурального паркета
Натуральный паркет имеет определённые недостатки:
- сложен в укладке;
- укладка требует времени;
- часто требуется дополнительная обработка поверхности после укладки (шлифовка и лакирование паркета);
- чувствительность к изменениям температуры и влажности;
- высокая стоимость;
- большой расход древесины.

Использование заменителей натурального паркета — паркетной доски, ламината и винила — позволяет избежать некоторых недостатков полов из натурального дерева.

#### Паркетная доска
Под паркетной доской сейчас понимается два вида конструкции этого напольного покрытия.
Первый тип — трёхслойная паркетная доска — состоит из трёх слоев натуральной древесины, отсюда и название. Эта конструкция была изобретена ещё в древнем Риме. Направление волокон среднего слоя данной конструкции перпендикулярно направлению волокон верхнего и нижнего слоев. Это решение нужно для увеличения стабильности напольного покрытия в условиях изменяющихся влажности и температуры. Верхний слой паркетной доски — ламель из ценной породы древесины, а нижние состоят из дешевых пород. В зависимости от географического положения и доступности сырья в среднем и нижнем слоях используются хвойные (сосна) либо заболоневые породы (тополь, береза, эвкалипт, гевеа). Это в первую очередь связано с дешевизной данной древесины.
Второй тип — многослойная паркетная доска, так же известная как инженерная доска. В данной конструкции функционал среднего и нижнего слоев выполняет многослойная конструкция из древесно-слоистой плиты (фанеры).
Доступность сырья для верхнего слоя определяет конечный продукт и его стоимость — дорогая однополосная доска (весь верхний слой доски является цельной ламелью ценной древесины), а также более дешёвая двух-, трёх- и четырёхполосная доски (в этом случае, на одной доске располагается несколько полос небольших планок-ламелей). Длина и ширина прямо зависят от сырья, которое используется в верхнем слое, так, наиболее распространенная паркетная доска с верхним слоем из дуба, может быть шириной от 90 мм до 250 мм и длиной от 300 мм до 2300 мм, все из-за того, что наиболее стандартизированным сырьем является сухие доски именно этих размеров.
Для удобства конечного пользователя, производители профилируют паркетную доску, тонируют (окрашивают), а также наносят финишные покрытия (лак, масло, воск).
Преимущества паркетной доски:
- использование натуральных материалов;
- простота и относительно невысокая стоимость укладки;
- высокая скорость укладки;
- экономия древесины дорогих пород;
- простота ухода за покрытием.

#### Ламинированный паркет (ламинат)
Ламинат назвать паркетом можно лишь с определённой натяжкой, так как паркет состоит из натурального дерева, а ламинат — нет. Ламинат лишь имитирует древесную породу, хотя может с таким же успехом имитировать натуральный камень или керамическую плитку. Однако термин «ламинированный паркет» так прочно вошёл в обиход, что нельзя обойти его вниманием.
Ламинат состоит из четырёх слоев:
- верхний слой — меламиновая или акриловая смола — ламинирование;
- второй слой — декоративный — именно он определяет, как будет выглядеть будущее напольное покрытие;
- дальше идёт основной слой ламината — ДСП или ДВП высокой плотности. Он определяет прочность, жесткость и сохраняет неизменность линейных размеров планки ламината;
- нижний слой пирога защищает всю конструкцию от влажности.

Общая толщина ламината зависит от технологии производства, качества ламината и колеблется в пределах 7—12 мм.

#### Виниловые напольные покрытия
К виниловым напольным покрытиям относятся все ПВХ-содержащие виды полов. Из-за путаницы в названиях может возникнуть ощущение большого количества различных видов, хотя по типу конструкции нужно выделять лишь следующие типы:
- Классический ПВХ-ламинат (LVT)
- Кварц-винил
- Wood Polymer Composite (сокр. WPC)
- Stone Polymer Composite (сокр. SPC)

### Художественный паркет
Художественный паркет представляет собой штучный паркет, уложенный сложным рисунком. Художественная укладка паркета использует различные породы дерева — дуб, ясень, клен, мербау и пр. Художественная укладка требует сложной и длительной ручной работы, и поэтому очень дорога. Современные технологии позволяют автоматизировать изготовление художественного паркета. На специализированных станках (например, Presix) изготавливают розетки и фризы, используемые при укладке штучного паркета.

### Модульный паркет
Модульный паркет принято считать элементом декора, который должен сочетать в себе несколько фрагментов разнообразных форм и иметь сложный (но, в то же время, очень красивый) дизайнерский рисунок. Также, такой паркет выполняется из различных пород дерева, сочетание которых образует очень интересные мозаичные композиции.
По утверждению специалистов, каждая порода дерева должна быть совместимой по цвету и фактуре, и проявлять идентичное поведение на определённые температурные условия, возможные воздействия различных механических нагрузок и колебания влажности.

## Породы дерева
Для изготовления паркета применяются породы дерева, растущего в смешанных лесах — берёза, клен, дуб, бук, ясень, а также породы дерева, растущего в тропиках — мербау, венге, красное дерево и бамбук, который технически деревом не является, но часто применяется для укладки полов.